# Xerentes
Os  xerentes (autodenominados Akwê, que significa "indivíduo", "gente importante") são um grupo indígena que habita a margem direita do Rio Tocantins, próximo à cidade de Tocantínia, no estado do Tocantins, no Brasil. Sua população, atualmente, é de 3 509 pessoas, distribuídas em 33 aldeias que integram as reservas indígenas Xerente e Funil, com 183 542 hectares de área demarcada. Falam a língua akuwen, pertencente ao tronco linguístico macro-jê. Formam, junto com os índios xavantes, um grupo maior: os acuéns.

## História
A tradição oral dos xerentes sugere a hipótese de que, em tempos passados, eles viveram junto ao mar, tendo, em algum momento, migrado através das terras secas da Região Nordeste do Brasil até alcançar a região do atual estado de Tocantins. Nessa região, no século XVII, se deu o primeiro contato com os não índios, através da chegada de missionários jesuítas e das entradas e bandeiras. No século XVIII, com a descoberta do ouro na capitania de Goiás, intensificou-se a colonização de origem europeia, e a coroa portuguesa criou aldeamentos visando a reunir e pacificar as diversas etnias indígenas da região. No século XIX, o império do Brasil continuou a política de criar aldeamentos indígenas na região. Um deles, o de Teresa Cristina, administrado pelos capuchinhos, daria origem ao atual município de Tocantínia.  
Nesse mesmo século, se deu a separação entre xavantes e xerentes: os xavantes migraram para o oeste, em direção a Mato Grosso, e os xerentes permaneceram no Tocantins. Uma versão diz que, da região do Morro Perdido, no rio Araguaia, teriam se originado os atuais povos xavantes, craós e carajás, e que os xerentes teriam permanecido na região até hoje.
O século XX foi marcado pela difícil sobrevivência da etnia, que viu seu território tradicional ser constantemente invadido por fazendeiros e posseiros.
Em 1972, os xerentes conseguiram ter sua primeira área demarcada, registrada nos documentos da Fundação Nacional do Índio como "Área Grande". Em 1992, conseguiram sua segunda área demarcada, "Funil".

## Cultura
A economia xerente tradicional se baseia na coleta, caça e pesca, com a agricultura (milho, arroz, mandioca) à margem dos rios tendo um caráter secundário. Com o escasseamento atual da fontes naturais, no entanto, vem adquirindo importância o artesanato como fonte alternativa de renda.
São hábeis no artesanato em trançado. Com a palha de babaçu e a seda do buriti, produzem cestas, balaios, bolsas, esteiras e enfeites para o corpo. Também fabricam bordunas, arcos, flechas etc.
As principais festas dos xerentes são: a corrida de toras de buriti; a festa de dar nomes (Wakê); Homenagem aos mortos (Kuprê); a festa do tamanduá-bandeira (Padi); e Feira de Sementes do Cerrado.
A cultura xerente se baseia no dualismo, ou seja, numa divisão em duas metades sociocosmológicas - Doí e Wahirê - associadas respectivamente ao Sol e Lua, os heróis míticos fundadores da sociedade xerente. A metade wahirê da tribo pinta seu corpo com traços, enquanto a metade doí pinta seu corpo com círculos, com o auxílio de um carimbo feito com o miolo do tronco de buriti.
A língua aquém é falada por todos os xerentes. A língua portuguesa só é utilizada pelos adultos, quando falam com não índios.

## Ensino
O ensino escolar formal nas aldeias vai do primeiro ao quarto ano do ensino fundamental, e é ministrado por professores indígenas. Se o aluno quer prosseguir nos estudos, é obrigado a estudar em escolas fora da aldeia.